# Charles Moses
Charles Moses (nacido el 12 de marzo de 1954) es un velocista retirado ghanés. Radicado en Estados Unidos, compitió en los 400 metros masculinos representando a Ghana en los Juegos Olímpicos de Los Ángeles 1984.

## Biografía
Moses nació el 12 de marzo de 1954. Es originario de Ghana. Desde el invierno de 1978 hasta la primavera de 1979, Moses asistió a la Universidad Estatal de Iowa en los EE. UU., donde compitió como jugador sin beca para el equipo de atletismo de los Iowa State Cyclones durante su estancia allí. A partir de 1980, se trasladó y se presentó como candidato al Rochester Community and Technical College en Rochester (Minnesota). Mientras estuvo allí, ganó los campeonatos universitarios estatales y se clasificó para las rondas de los campeonatos nacionales de pista y campo de la NJCAA en los 400 m. Fue entrenado por Liz McBlain. Su tiempo más rápido confirmado fue de 48,2 segundos durante la temporada de primavera de 1980 para Rochester CC, donde compitió mientras lidiaba con una lesión de tobillo.
Descrito como uno de los velocistas de primer año más destacados del Rochester College y un «olímpico de Ghana» por el Post-Bulletin en abril de 1980, Moses recibió donaciones de clubes de servicio y de la iglesia en el período previo a los Juegos Olímpicos de ese año. En una entrevista con el Post-Bulletin en agosto de 1980, Moses afirmó haber competido en los 400 metros en los Juegos Olímpicos de Moscú 1980, compitiendo por Ghana mientras el equipo de Estados Unidos boicoteaba los Juegos y como el primer atleta olímpico del Rochester Community College. Dijo que corrió 45,3 segundos en los cuartos de final y 45,9 segundos en su semifinal para ubicarse sexto, quedando dos puestos por debajo en su clasificación para la final. También afirmó haber corrido con Alberto Juantorena y el eventual medallista de oro Víktor Markin en sus rondas. El 16 de septiembre de 1980, Moses le dijo al Post-Bulletin que, debido a problemas de visa, había corrido en los Juegos bajo el nombre de Dele Udo, lo que explicaba que su nombre no estuviera presente en los resultados. Sin embargo, al día siguiente admitió al periódico que había inventado sus afirmaciones y que no había corrido en los Juegos Olímpicos de 1980.
Cuatro años más tarde, Moses compitió para Ghana en los Juegos Olímpicos de Los Ángeles 1984, donde logró un tiempo de 50,39 segundos para ubicarse séptimo en su serie olímpica de 400 m y no logró avanzar. Según Bill Mallon, Moses estableció su mejor marca personal de 45,71 segundos en 1984.
Moses finalmente se matriculó en la Universidad Estatal de Minnesota en Mankato, donde estudió informática, pero no corrió para el equipo de atletismo de allí. Trabajó para Control Data en Minneapolis durante seis años. Luego se mudó al área de Tri-Cities en Washington y comenzó su propia empresa en Richland. En Washington, Moses entrenó al Richland Exchange Track Club. En 1990, a los 36 años, corría de seis a ocho millas por día, con la esperanza de calificar para representar a Ghana en los Goodwill Games en Seattle. Posteriormente trabajó para empresas como Lockheed Martin y SunnComm.